# Omnibussimulator
OMSI - The Bus Simulator (većini poznat samo kao OMSI) je simulacija vožnje autobusa za Windows koja je puštena u prodaju u veljači 2011. godine u digitalnoj distribuciji, a u ožujku 2011. na DVD-ROM-u pod okriljem Aerosofta. Razvijen je između 2007. i 2011. godine od strane Marcela Kuhnta i Rüdigera Hülsmanna pod imenom M-R Software. Zauzima mjesto u 1989. godini gdje simulira tada trenutno stanje linije 92 prijevozne kompanije grada Berlina - Berliner Verkehrsbetriebe (BVG), u gradskoj četvrti Spandau. U tu svrhu, staza je obnovljena vjerno nalik originalu i integrirana u igru.
Dana 11. prosinca 2013. OMSI je dobio nasljednika - OMSI 2. Obje su se igre prestale ažurirati jer su se tvorci razišli. Dodaci za OMSI 2 još uvijek se izdaju jer ih proizvode proizvođači trećih strana, a koji imaju ugovor s izdavačem originalne igre, Aerosoftom.

## Dodaci
Sljedeći službeni dodaci su izdani za OMSI i naknadno kompatibilni s OMSI 2:
- Vienna
- Citybus O 305
- Hamburg Day & Night

Sljedeća službena proširenja izdana su za OMSI 2:
- Three Generations
- Chicago Downtown
- Berlin X10
- Wien 1 - Line 24A
- Wien 2 - Line 23A
- Project Gladbeck
- Citybus O 405
- Tram NF6D
- MAN City Bus Family
- Aachen
- Rheinhausen
- Mallorca
- HafenCity - Hamburg Modern
- Metropolis Ruhr
- Bremen Nord
- Lucerne - Line 24
- Hamburg Bus Package
- Coachbus 250
- Urbino City Bus Family
- Citybus i260 Series
- Masterbus Gen 3 Pack
- Wuppertal
- Wuppertal - Line 639
- München City
- Masterlite Pack
- Köln
- MAN DN95
- Regiobus i200